# 埃辛根
埃辛根（德語：Essingen，發音：[ˈɛsɪŋən]）是德国巴登-符腾堡州斯图加特行政区奥斯特阿尔布县的市镇，面积58.49平方千米，2023年12月31日人口为6,516人。